# Шифр Нострадамуса
Шифр Нострада́муса — гипотеза, согласно которой предсказания Нострадамуса зашифрованы. Теория основана на фразе Нострадамуса из «Письма Генриху»: «Я вычислил и рассчитал настоящие пророчества, целиком согласно порядку этой цепи (приводится псевдобиблейская хронология)… начиная с того момента, когда…» (описаны планетные конъюнкции на 1606 год, заимствованные из эфемерид Леовица); а также на намёках и анаграммах в текстах предсказателя. Однако, за почти 500 лет, прошедших с момента публикации пророчеств, комментаторы Нострадамуса не смогли прийти к общему мнению по поводу своих гипотез. Авторитетные исследователи  не поддерживают и не отрицают возможность наличия шифра, но подвергают резкой критике популярные публикации, например Д. и Н. Зима, за крайне низкий уровень доказательности утверждений.

## «Счастливые числа» из Завещания
В 1962 году Даниэль Рузо  предположил, что ключ содержится в завещании Нострадамуса, которое тот составил незадолго до смерти. Завещание состоит из двух частей, причём вторая часть датируется на 13 дней позднее первой. Гипотеза Рузо опирается на странности завещания, в частности повторяющиеся числа, возникающие при подсчёте предметов и денежных сумм. Так на 13 страницах Завещания указано, что всё имущество должно быть разделено на 13 неравных частей между 13 наследниками. Среди предметов насчитываются: 22 матерчатых, 22 оловянных и 22 предмета другого сорта. Деньги по завещанию получают 22 человека, среди которых 9 наследников и 13 нищих. Полное число дукатов (101 простых и 126 двойных) равно 353, то есть числу катренов в первом издании Пророчеств. Эти странности позволяют предполагать, что завещание содержит тайный смысл.

## Прямые буквы из трактата Галена
В 1557 году издательством Антуана дю Рона кроме второй части Пророчеств был опубликован «Парафраз Галена, его увещевания Менодота в изучении изящных искусств и медицины» в переводе Нострадамуса. Франсуа Бюге впервые предположил, что Нострадамус перевел Галена с той целью, чтобы в сравнении с оригиналом показать читателю ключ к шифру. Фрагмент эпиграфа к этому тексту на латинском гласит: «Volventur saxa litteris & ordine rectis, Cùm videas Occidens & Orientis opes» («Священный порядок прямыми буквами покажет тебе сокровища Востока и Запада»). Доктор философии Патрис Гинар предполагает буквальный смысл фразы: абзацы, набранные курсивом, содержат местами, в качестве опечаток, прямые буквы. Эти опечатки встречаются для 11 букв алфавита (abfghlntvyz) на 11 страницах (2,36,38,45,46,47,48,49,54,61,62), причем на 47 странице (4+7=11) содержится 11 опечаток, на 48 странице 22 опечатки (22=2×11), и на других страницах 13 опечаток. Полный список прямых букв с номерами страниц: 2(T), 36(F T), 38(V), 45(T y y y), 46(l), 47(h f g l N l g g f f l), 48(h A T h g f z h A v g v b g y f y v y T h v), 49(f), 54(L), 61(T), 62(z). Отсюда, в частности, следует, что ключи к пониманию текстов могут теряться при переводах и переизданиях.

## Числовые закономерности в хронологиях
В пророчествах Нострадамуса приведены хронологии со сроками жизни библейских предков от сотворения мира до нашей эры. 
Из комментариев Нострадамуса в Письме Генриху можно предполагать, что эти хронологии используются для скрытой датировки катренов. 

## Дата «крушения мира»
Согласно интерпретации того же П.Гинара, Нострадамус предполагает «крушение мира» в середине эпохи Солнца (2065—2066 г.). 
Фраза из «Письма Сезару»: «мир приближается к анарагоническому перевороту…за 177 лет 3 месяца и 11 дней народонаселение так уменьшится от мора, долгого голода, войн и наводнений, между этим моментом и указанным пределом…» описывает общий упадок цивилизации в 2065—2242 гг.